# Mini-Me
Mini-Me is een personage dat vertolkt wordt door Verne Troyer in de Austin Powers-films. Hij is de kloon van Dr. Evil, die vertolkt wordt door Mike Myers. Echter is er iets foutgelopen tijdens het klonen van Dr. Evil waardoor Mini-Me slechts één meter groot is. De kleine handlanger van Dr. Evil heeft een bloedhekel aan Scott Evil, en is gek op chocolade uit België.
In de derde Austin Powers-film is Mini-Me echter een tijdje de handlanger van Austin Powers, samen met Foxxy Cleopatra (gespeeld door Beyoncé Knowles).

## Oorsprong
Mini-Me is een parodie op Nick Nack, de assistent van Francisco Scaramanga in de James Bond-film The Man with the Golden Gun.

## Films
Mini-Me speelde in de volgende Austin Powers-films:
- Austin Powers: The Spy Who Shagged Me (1999)
- Austin Powers 3: Goldmember (2002)